# لینکینگ
لینکینگ (به لاتین: Linqing) یک منطقهٔ مسکونی در جمهوری خلق چین است که در لیائوچنگ واقع شده‌است.